# Interkontinentální pohár 1999
Třicátý osmý ročník Interkontinentálního poháru byl odehrán 30. listopadu 1999 na Olympijském stadionu v Tokiu, kde se pravidelně hrál pravidelně již od roku 1980. Ve vzájemném zápase se střetli vítěz Ligy mistrů UEFA v ročníku 1998/99 – Manchester United FC a vítěz Poháru osvoboditelů v ročníku 1999 – Palmeiras.

## Zápas
| 30. listopadu 1999 19.10 JST (UTC +9) (11.10 SEČ) |        |           |                                                  |
| Manchester United FC                              | 1 : 0  | Palmeiras | Olympijský stadion, Tokio rozhodčí: Hellmut Krug |
| Keane 35'                                         | Report |           | Olympijský stadion, Tokio rozhodčí: Hellmut Krug |

| Manchester United | Palmeiras |

| Muž zápasu: Ryan Giggs (Manchester United FC) |

## Vítěz
| Interkontinentální pohár 1999 Manchester United FC (1. vítězství) Soupiska: Mark Bosnich - Gary Neville, Mikaël Silvestre, Jaap Stam, Denis Irwin - David Beckham, Roy Keane, Nicky Butt, Ryan Giggs - Ole Gunnar Solskjær, Paul Scholes Náhradníci: Massimo Taibi, Phil Neville, Danny Higginbotham, Ronnie Wallwork, Quinton Fortune, Teddy Sheringham, Dwight Yorke, Trenér: Alex Ferguson |